# 波西傑克森—神火之賊
《波西傑克森—神火之賊》（英語：The Lightning Thief）是奇幻小說《波西傑克森》系列當中的第一集，內容綜合了現代社會與古希臘文化，描述主角混血人波西傑克森被誤認為是偷閃電火的人，羊男保護他到混血營，並且與兩名同伴展開一場冒險。

## 概要
《神火之賊》不斷採用古代希臘神話元素結合現代場景。內容偏向快步調、節奏及幽默風格。

### 情節
波西傑克森是十二歲男孩，天生閱讀障礙及注意力不足過動症，遭到多間學校開除學籍。在一次博物館遭到復仇女神襲擊，他的學校同學格羅佛，實際身分是守護者羊男，告知波西的母親一同趕往混血營。當他們開往混血營，卻遭受彌諾陶的襲擊，母親被怪物捉住，化為一陣金光消失，喪母的波西擊敗彌諾陶和格羅佛奮力逃進混血營。
波西清醒且察覺自己身處在混血營，一個隱密訓練天神與凡人所生的混血人營區。之後，波西移至商旅及醫藥之神的荷米斯小屋暫住，由荷米斯之子路克所負責照料。在一場奪旗比賽，波西遭到戰神阿瑞斯之女克蕾莎攻擊。當波西碰觸到河水醫治了傷口，同時在他頭頂顯示了代表海神波塞頓的三叉戟符號，也就是認親之舉動，但這也等同於波塞頓打破天帝宙斯和冥王黑帝斯的二次世界大戰協約，因三大主神的孩子力量過於強大，協定不再生下任何混血人。正巧宙斯閃電火遭竊，混血營營區主任半人馬奇戎相信波西，認定閃電火是黑帝斯所偷。但宙斯認為波塞頓打破誓約，指使波西偷走想引起大戰，因為僅混血人能自由奪取十二主神的力量象徵。
波西要趕在夏至前找出閃電火，於是到小屋請求德爾菲神諭的預言指示，與雅典娜之女安娜貝斯和守護羊男格羅佛，前至通往冥界的入口洛杉磯，離開前商旅之神的兒子路克贈予一條飛天鞋。旅途中，遭遇眾多怪物的襲擊，如蛇髮女妖梅杜莎，也受到海精靈的幫助贈予珍珠，以及巧遇戰神阿瑞斯，他告訴波西他母親仍活著。在他們接近塔耳塔羅斯的深洞，路克的飛鞋卻失控欲把格羅佛差點拖進深淵中，但由於羊男混亂了詛咒才免於一死。來到冥界見到黑帝斯，卻得知冥王的黑暗之舵和閃電火一樣遭到偷竊。波西意識到他被阿瑞斯栽贓，閃電火就在他的背包裡。
波西被迫踩破珍珠，逃離冥界失去救出母親的機會。珍珠包覆泡沫冒出海岸，在海邊決戰並擊敗天神阿瑞斯。阿瑞斯歸還黑暗之舵讓波西給黑帝斯。波西趕到紐約帝國大廈六百樓，奧林帕斯山的現址所在，將閃電火交遞給宙斯，阻止一場天神大戰。宙斯接收閃電火後，波西回到營區，揭露路克是真正的神火之賊的實情，正準備替即將重生的泰坦之王克羅諾斯的陰謀鋪路。路克召出有毒的蠍子差點讓波西致命，奇戎治癒波西。第一年夏令營結束，波西回到母親身邊，準備到另一所學校就讀。

## 本集主要角色
- 波西傑克森（Percy Jackson）（本名：柏修斯‧傑克森 Perseus Jackson)

故事主角；天生患有注意力不足過動症及識字能力不足的十二歲男孩。波西在故事裡得知他是海神波塞頓的兒子，而這些缺陷是因混血人的體質所影響。（失讀症是因為腦內的希臘字干擾；過動是基於混血人體能敏捷因子）。波塞頓之子的身分關係，使得被認為是神火之賊，迫使出使旅程找出閃電火，來阻止一場一觸即發的天神大戰。武器是波濤劍，平常是一支筆，拿掉筆蓋就會變化成劍，並且會自動回到波西口袋中。
- 安娜貝斯·雀斯（Annabeth Chase）

智慧女神雅典娜之女，和波西同年齡。安娜貝斯當年是由路克和宙斯之女泰麗雅所帶至混血營，內心喜歡著路克。波西受到彌諾陶攻擊時出手幫忙，亦隨同波西出使探尋任務找回宙斯的閃電火。安娜貝斯自七歲在待在混血營至今，在波西來之前，持續獲得混血營每年的榮耀陶珠。
- 格羅佛·安德伍德（Grover Underwood）

波西的好友兼守護者羊男。起初，他掩飾羊男身分尋找未被發現的混血人，負責帶領迷途的混血人安全抵達混血營。他在送波西到營區途中遭受彌諾陶攻擊，隨後也加入探尋閃電火的任務。他畢生夢想是找到野地之神潘。
- 路克·凱司特倫（Luke Castellan）

主要反派；荷米斯之子。路克是波西在混血營中的十九歲指導員，幫忙訓練波西劍術指導（是混血營三百年以來最厲害的劍手）。最後，揭露他才是真正的神火之賊，背叛波西且為泰坦王克羅諾斯行事。
- 戴奧尼修斯

酒神，聲稱自己因為追求了不該追求的森林精靈而被宙斯懲罰至混血營擔任營長，討厭混血人，因此記不住他們的名字(不過其實他蠻關心他的孩子的)。
- 奇戎（Chiron）

原本是波西的拉丁文老師布魯納先生，實際是半人半馬的半人馬。奇戎是混血營的營區活動主任。他個性溫和、愛好和平、充滿智慧，還擅長於醫術。
- 波塞頓（Poseidon）

海神，奧林帕斯三大神之一，脾氣像大海一樣，時而平靜，時而暴怒。是波西的父親。象徵物是三叉戟。
- 黑帝斯 （Hades）

冥王，奧林帕斯三大神之一，因為掌管地底所有寶藏，固有「財富之神」綽號。象徵物是「黑暗之舵」。

## 改編

### 與改編電影相異之處
- 小說中，主角波西傑克森是12歲的男孩，而電影中波西則是17歲的青年。
- 小說中，楊西學校是間寄宿學校，電影中則是普通中學。
- 小說中，復仇女神道斯老師是黑帝斯派出監視波西多年的數學老師，電影中則是宙斯派出拿回閃電火的英文代課老師。小說中，道斯老師是復仇三女神之一，祂的另外兩個姊妹也有出現，電影中祂們的戲份被刪除了。
- 小說中，主角波西傑克森的武器波濤劍是一枝筆，需要打開筆蓋方可變成劍，而電影中則需要按下按鈕。
- 波西在小說中並不曉得他父親是波塞頓，進入混血營先暫時住在荷米斯小屋（原著裡未受到確認的混血人，皆是住在荷米斯小屋裡），而電影中則馬上被告知他是波塞頓之子，而直接住到海神小屋。
- 小說中，描述荷米斯小屋擁擠，電影中的卻有大型遊戲機，顯得寬敞。
- 小說中，出使任務需得請求女巫神諭的預言指示（電影中全部刪除神諭預言內容），電影中的波西未經允許擅自出發。
- 波西的死對頭戰神阿瑞斯之女克蕾莎，未在電影裡出現，以及阿瑞斯對戰的橋段亦被刪去，前往冥界旅途上遭遇到怪物也精簡許多，電影中改編為尋找三顆逃脫用的珍珠（小說中的珍珠是海精靈給予的），僅遇上梅杜莎和陷入拉斯維加斯的蓮花賭場陷阱，怪物之母厄客德娜之子從喀邁拉換成九頭蛇怪許德拉且厄客德娜未登場，冥界的地獄犬刻耳柏洛斯則被換成其它的地獄犬。
- 小說中，格羅佛穿上飛鞋中了路克的陰謀，而非波西，電影中將飛鞋失控的設定完全更改。
- 小說中，冥王黑帝斯僅想要失竊的閃電火歸還避免戰爭，然而電影中卻是想要用閃電火奪取力量。
- 電影裡，冥珀瑟芬佔了很重要的角色，甚至擊倒黑帝斯幫助波西一行人逃脫，小說中的波西毫無抵抗能力隨即使用珍珠逃脫。
- 電影裡，路克偷走閃電火，將之藏匿於給予波西的盾牌裡，而小說中同樣是路克偷竊，不過是阿瑞斯將閃電火偷放在波西的背包裡。
- 小說中，波西奮力對抗阿瑞斯，且在海邊成功擊敗天神，然而電影中改編成在帝國大廈附近打倒路克。
- 小說中，波西從冥界救出母親的方法也不同於電影。
- 小說中的最後結局，揭露路克實際是受泰坦克羅諾斯的蠱惑指使，亦是本系列最大的反派，為推翻天神的大戰陰謀鋪路，電影尚未提到。

## 類似文學
- 哈利波特
- 希臘神話